# Brandfort
Brandfort este un oraș din Africa de Sud.